# Ekonomika Čadu
Ekonomiku Čadu ovlivňuje vnitrozemská poloha, sucho, nedostatek infrastruktury a politická nestabilita. Asi 85 procent populace závisí na zemědělství včetně chovu dobytka. Z afrických frankofonních zemí měl Čad v roce 1994 nejvyšší devalvaci měny, až 50 procent. Finanční pomoc poskytuje Světová banka, Africká rozvojová banka atd. na rozvoj zemědělství a na živočišní výrobu. Pro nedostatek financí bylo zpožděno budování ropných polí nedaleko města Doba do roku 2003 a v současnosti je provozuje korporace ExxonMobil.